# Соколец (Хмельницкая область)
Соколец (укр. Сокілець) — село в Дунаевецком районе Хмельницкой области Украины.
Население по переписи 2001 года составляло 676 человек. Почтовый индекс — 32472. Телефонный код — 3858. Занимает площадь 3,461 км². Код КОАТУУ — 6821888301.

## Местный совет
32472, Хмельницкая обл., Дунаевецкий р-н, с. Соколец, ул. Центральная, 16; тел. 9-47-34.